# Сюй Сяке
Сюй Сяке (徐霞客, 5 січня 1587 — 8 березня 1641) — китайський мандрівник, письменник часів династії Мін.

## Життєпис
Народився 5 січня 1587 року у місті Цзян'інь (сучасна провінція Цзянсі). При народженні отримав ім'я Хунцзу 弘祖. Син Сюй Юйаня (徐豫庵) та Ван Жужень (王孺人). З 1607 року разом із слугою Ґу Сіном (顧行) понад 30 років мандрував по найвіддаленіших і найдикіших частинах імперії, терплячи безліч бід і страждань, зокрема голод і пограбування. Часто йому допомагали місцеві вчені або ченці, які замовляли написання історії їхніх монастирів. Помер 8 березня 1641 року.

## «Щоденник Мандрів»
Під час подорожей Сюй Сяке щодня записував свої спостереження. Його праця складалася з 404 тисяч ієрогліфів. Частина з цих записів була втрачена ще за життя автора, який часто дарував записи своїм знайомим, які їх не повертали. Сюй Сяке вміло аналізував топографічні деталі, відкрив деякі закономірності в розташуванні гірських і річкових систем Китаю. Його головне наукове досягнення полягає у:

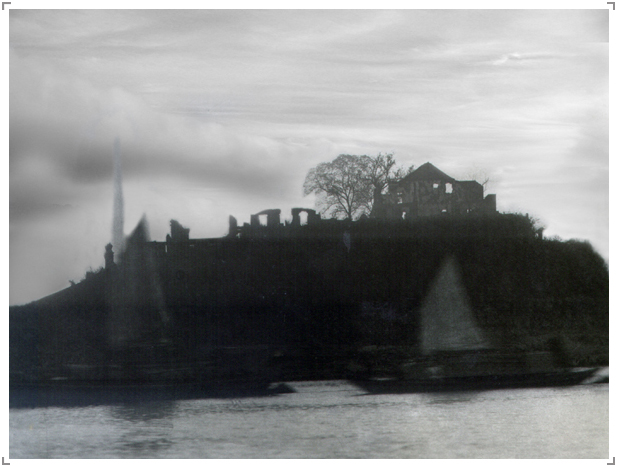
Академія Шиґу, знищена у 1939 році під час китайсько-японської війни

- виявленні того, що річка Цзіньшацзян є верхніми водами Янцзи. Це довго залишалося невідомим через величезний розмір обхідного шляху, який вона здійснює навколо гір Лунаньшань на південь від повіту Нін'юань (провінція Сичуань);
- встановленні факту, що Нуцзян (Салуїн) і Ланьцанцзян (Меконг) — різні річки;
- відкритті істинного витоку Західної річки (Сіцзян) в сучасній провінції Гуандун.

Він докладно описав гору Шиґу і Академію Шиґу (Хунань, місто Хен'ян). Ця інформація надала велику допомогу при реставрації Академії Шиґу, яка відбулася у 2006 році.